# 17 septembre dans les chemins de fer
17 août 17 octobre
Chronologies thématiques
- Croisades
- Sports
- Disney

Cette page concerne les évènements qui se sont déroulés un 17 septembre dans les chemins de fer.

## Évènements

### XXesiècle
- 1910 : en France, dans les Alpes-Maritimes, sur la ligne de tramway de Grasse à Cagnes, à la suite d'un déraillement dans une courbe consécutif à un emballement, une motrice heurte violemment le parapet du viaduc des Vignes, l'autre motrice et deux voitures qui forment le reste du convoi s'écrasent dans un ravin, une vingtaine de mètres en contrebas. Le bilan est de dix-sept morts et quarante blessés, dont de nombreux chasseurs alpins de la 57e Brigade[1].
- 1989 : aux États-Unis, le chemin de fer du Grand Canyon rouvre officiellement ses portes et transporte à nouveau des voyageurs de et vers le Parc national du Grand Canyon.